# Calosoma sycophanta
Espèce
Calosoma sycophanta, le grand calosome, calosome doré ou calosome sycophante, est une espèce de grands coléoptères européens (30 mm de long en moyenne, avec des variations de 21 à 35 mm), forestier, caractérisé par des reflets métalliques.
Il appartient au genre Calosoma, classé dans la famille des Carabidae, dans l'ordre des coléoptères.
C'est une espèce qui semble en régression, et localement rare (par exemple en Alsace) ou disparue, mais jugée utile pour la sylviculture, et pour la lutte contre les pullulations cycliques (3 ans en général) de la processionnaire du chêne ainsi que contre les invasions de chenilles processionnaires du pin (Thaumetopoea pityocampa, un Notodontidae), sources de soies très allergènes et dont les populations deviennent invasives dans plusieurs régions et tendent à remonter vers le nord.
Son nom de « sycophante » (du grec "sukophantês") lui a été attribué par Linné, peut-être en raison de sa capacité à détecter ses proies.

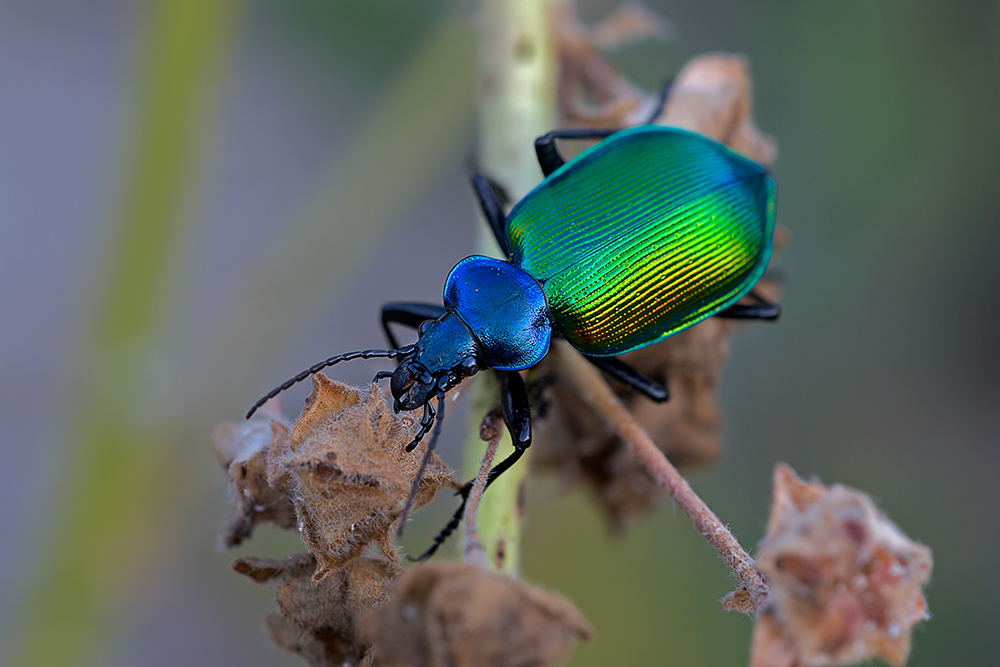
Calosoma sycophanta

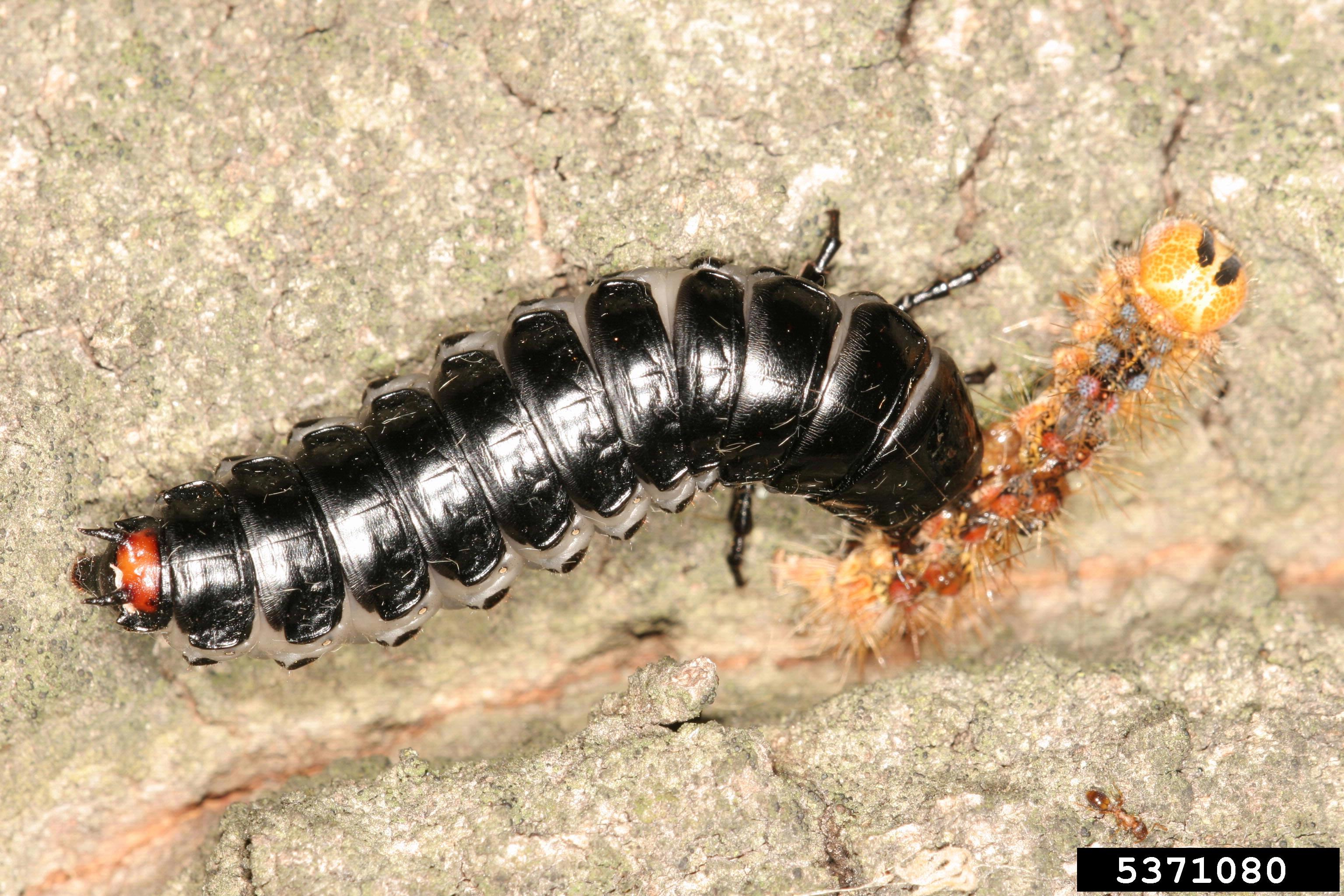
Larve en train de manger une jeune chenille de Lymantria dispar

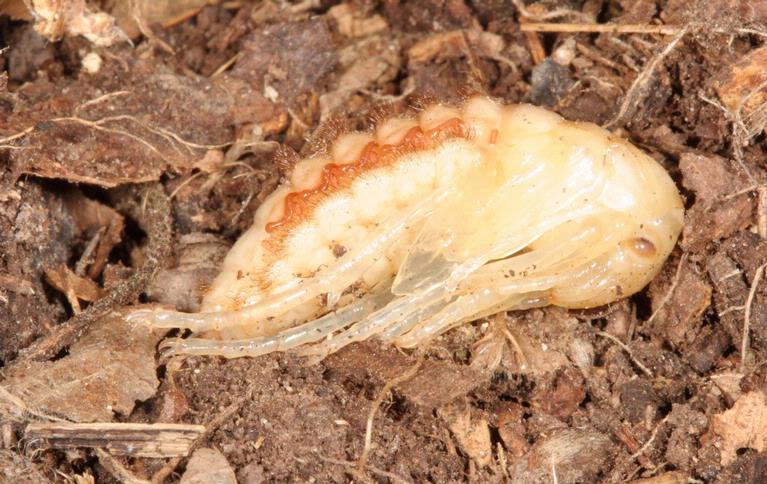
Pupe de Calosoma sycophanta

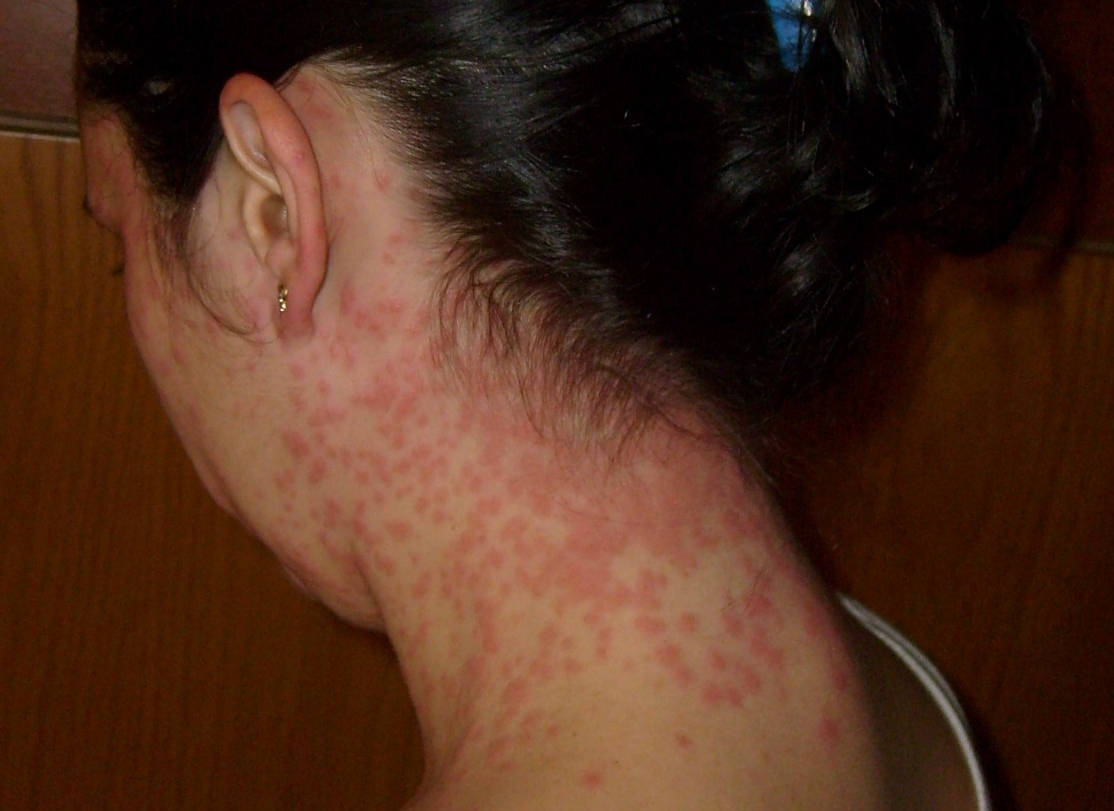
Sa présence est un des moyens de limiter le risque de pullulation de certains papillons dont les larves libèrent dans l’air des poils urticants et/ou allergènes (ici : symptômes cutanés dus à Euproctis chrysorrhoea).

C’est une espèce prédatrice entomophage qui consomme un grand nombre de chenilles, y compris de chenilles protégées par des poils urticants ou d'autres systèmes de défense, (Lymantriinae et Processionnaires notamment), souvent délaissées par les oiseaux ou d'autres prédateurs. C. sycophanta joue à ce titre un important rôle de régulation dans l’écosystème forestier. C’est notamment un prédateur réputé du papillon Lymantria dispar qui, en l'absence de prédateur, peut parfois pulluler.

## Description
C'est le plus vivement coloré des calosomes actuellement connus, qui a une taille comprise entre 21 et 35 mm,.
Sa carapace de chitine polarise la lumière. Ses couleurs métalliques sont très caractéristiques, très brillantes, bleutées sur le scutum, et aux nuances irisées qui changent (vertes, bleues, bronzées, cuivrées, dorées à noires) selon l'orientation et la qualité de la lumière. Ses appendices sont noirs.
« Le pronotum est très transverse ; le corps est large ; les mandibules sont fortes. La teinte de la tête et du thorax est bleu foncé. Les élytres sont fortement striés, d'une teinte vert métallique avec des reflets cuivrés. Il a été trouvé une variété noir bronzé. »

## Habitat et répartition
Calosoma sycophanta est un insecte prédateur des forêts anciennes ou mûres, eurasiatiques et d'Afrique du Nord où certaines de ses populations ont été renforcées,. On le trouve actuellement en Europe occidentale en Belgique, en Allemagne et dans les forêts d'Europe de l'Est, mais souvent assez localement. Il est également présent en Amérique du Nord, importé pour contrôler les populations du bombyx disparate.
Sa niche écologique est associée à la strate herbacée des milieux strictement forestiers, aux troncs d'arbres qu'il escalade pour se nourrir et à la strate buissonnante. On le trouve aussi parfois dans le bois-mort et dans la mousse et dans la sciure de bois au pied des arbres.
Bien que pouvant être aperçue de jour, l'espèce (larves surtout) est lucifuge. Les calosomes se cachent sous les feuilles mortes, dans les mousses ou le bois mort le jour, et chassent de nuit.
C. sycophanta a été introduit ou réintroduit dans certaines îles (pour protéger les suberaies de Corse par exemple en France) pour lutter contre certaines espèces envahissantes causant des dégâts dans les forêts cultivées; il a été introduit aux États-Unis où on l'a considéré comme acclimaté à partir de 1929 (Balachowski, 1951).
Autour de Porto-Vecchio, il a été utilisé dans la lutte biologique contre Lymantria dispar dont les pullulations (de 3 à 4 ans) cycliques (tous les 8 à 10 ans, dont notamment en 1953, en 1962 et 1970 produisaient d'importants dégâts avec des gradations d’une durée de 3 à 4 ans (DAJOZ, 1980). Pour établir l’équilibre naturel, le bureau U.S. Bureau of Entomology d’Amérique introduit tous les parasites connu de Lymantria dispar dont notre Calosoma sycophanta, qui fut définitivement acclimaté en 1929 (BALACHOWSKY, 1951).

## Alimentation

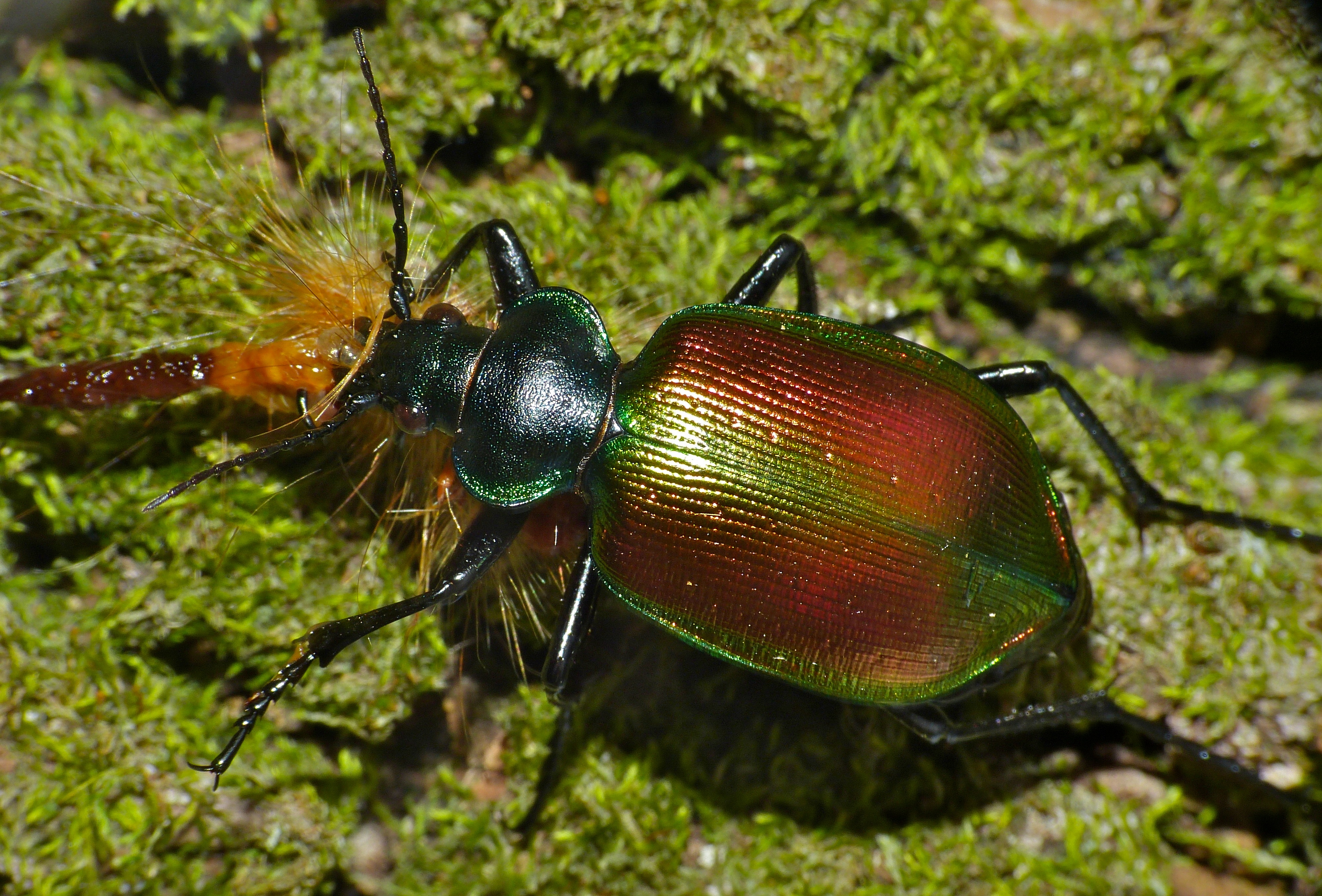
C. sycophanta (Hérault, France)

C. sycophanta est réputé à l’état adulte très efficace contre les chenilles ou chrysalides de Lymantridés notamment le bombyx disparate. Sa larve est également un prédateur très actif. Les larves de 1er et 2e stades de C. sycophanta recherchent et mangent avec voracité les chrysalides de L. dispar, alors que les larves de 3e stade s’attaquent plutôt aux chenilles.
À titre d'exemple, au début des années 1980, une expérience a consisté à étudier la prédation par des larves de Calosoma disposées près d'arbres autour desquels on avait enroulé des bandes de toiles de jutes sur lesquelles étaient accrochées des pupes de L. dispar (près du niveau du sol). Les larves de calosomes ont mangé 70% des pupes qui leur étaient ainsi proposées. Les auteurs de cette expérience ont conclu qu'un petit nombre de ces coléoptères adultes pourraient jouer un rôle substantiel dans le contrôle des débuts de pullulations de L. dispar .
Peu après, les entomologistes ont montré que les larves de C. sycophanta préfèrent toujours manger les pupes femelles que les pupes mâles de L dispar (peut-être pour des raisons de repérage phéromonal), ce qui renforce l'importance de ce coléoptère en matière de contrôle biologique et d'équilibre écologique;
C. sycophanta tue une moyenne de 5.76 chenilles par jour, soit environ une centaine de chenilles en une saison.
La descendance d'une femelle de calosome peut détruire en une année la descendance d’une vingtaine de femelles de Lymantria dispar (DAJOZ, 1980). Les adultes de Calosoma sycophanta peuvent rester en diapause plusieurs années (LEONARD, 1974). Un adulte pourrait se déplacer au vol sur plusieurs kilomètres à la recherche de ses proies. Un imago ayant une durée d’activité de 50 jours par an peut dévorer 235 à 336 chenilles ou chrysalides de Lymantria dispar (DAJOZ, 1980). Selon KHOUS M.G. (1988), C. sycophanta mange intégralement 3.82 chenilles par jour en moyenne, mais en tue près du double, 5.76 chenilles par jour) ; lors de l'une de ses expériences, le calosome a tué 197.7 chenilles dont 130.5 furent mangées et 67.2 mortellement blessées (KHOUS M.G., 1993).
Georges Cappa et Corinne Lesimple  le présentent comme le « consommateur des consommateurs du chêne liège » dont il parcourt les troncs à la recherche les larves et chenilles du Bombyx cul-brun, des processionnaires du chêne (qui attaquent aussi le charme, le bouleau et d'autres feuillus jouxtant les chênes lors de fortes pullulations), du bombyx livré et surtout du bombyx disparate qui semble sa proie préférée.
Son efficacité est limitée quand il est introduit dans un milieu où les populations importantes de ses proies sont déjà en train de pulluler, peut-être parce qu'il ne pond que peu d’œufs, mais sa présence en début d’infestation semble pouvoir fortement limiter le risque d'une invasion biologique. Après une réintroduction autour de Porto-Vechio, il aurait même - selon K Tayeb - éradiqué l'un des pires prédateurs des suberaies corses.

## Reproduction
Comme chez de nombreux prédateurs, le taux de reproduction est faible, ce qui renforce la vulnérabilité de l'espèce.
Selon  DUSSAUSSOY (1963), la femelle une fois fécondée pond 15 œufs puis meurt. Néanmoins, sa fécondité semble pourvoir augmenter ou être suffisante pour que ses populations s'accroissent après des pullulations de ses espèces-proies. Ainsi les invasions de « Bombyx disparates » qui ont touché la région de Montpellier en 2005, ont été suivies dès mai-juin 2006 d'une forte augmentation des populations de Calomas sycophantes.
C'est une espèce qui a fait l'objet d'élevages en captivité à fins d'introduction, de réintroduction ou de confortement de population ou d'étude.

## Vol et capacités de dispersion, limités par la fragmentation forestière
C'est une espèce forestière très agile. Ses déplacements pourraient sembler a priori localement actifs et longs sous la canopée. Sa capacité de déplacement était inconnue jusqu'à ce qu'en Amérique du Nord on ait cherché - au début du XXe siècle - à introduire cette espèce et à en favoriser la colonisation de forêts touchées par des pullulations de chenilles tordeuses ou défoliatrices. Dans ce cadre, les forestiers avaient besoin d'informations sur les capacités de dispersion annuelle de l'espèce. Des entomologistes tels que Burgess en 1911, et lui-même avec Collins en 1915 et 1917 ont alors publié les résultats d'expériences et d'observations sur les capacités de dispersion des larves et adultes de  C. sycophanta. Ils ont notamment (en 1915) démontré que de jeunes larves lâchées en laboratoire sur une feuille de papier pouvaient théoriquement parcourir jusqu'à 1,7 mile dans des conditions d’alimentation et thermohygrométriques favorable. Néanmoins, les techniques de capture/recapture d'individus adultes marqués ont montré que dans la nature, les individus recapturés le sont presque toujours près du piège où ils ont été antérieurement capturés. Leur pouvoir réel de dispersion semble donc très limité, comme pour de nombreux autres coléoptères forestiers qui ne traversent presque jamais des ruptures de continuums forestiers tels que les routes.  Quelques autres coléoptères prédateurs forestiers (tel Abax ater) se sont montrés capables d'utiliser les réseaux de haies pour se déplacer dans les paysages prairiaux et bocagers,,,, mais cette capacité n'a pas été démontrée pour Calosoma sycophanta qui semble très dépendant des habitats de «cœur de forêt» et très vulnérable à la fragmentation des forêts.

## Lutte intégrée
Cette espèce dont les qualités de prédateur entomophage étaient reconnues a été importée dès 1905 en Nouvelle-Angleterre (2.364 coléoptères adultes importés d’Europe, de 1905 à 1910) pour contrôler certaines pullulations de Lymantria dispar et de Nygmia phaeorrhoea. Il s'est assez rapidement dispersé en formant de nouvelles populations autour des endroits où il a été relâché en Nouvelle-Angleterre.
Des introductions faites dans le même objectif de lutte biologique contre Lymantria dispar ont également été scientifiquement testées dans le Connecticut en 1988 et 1989. On a en 1975 testé l’hypothèse qu’il puisse aussi limiter les pullulations de Lymantria en contribuant à diffuser un virus qui les tue (le NPV, pour nuclear-polyhedrosis virus).

## État, pression, menaces...
Bien que cette espèce ait été très étudiée au début du XXe siècle, et bien qu'elle soit reconnue comme particulièrement « utile » pour les services écosystémiques qu'elle rend et pour son utilité auprès des sylviculteurs et des producteurs de liège, ou pour lutter contre des chenilles responsables d'allergies, l'état de ses populations et de sa génétique semblent très mal connus. On admet simplement qu'elle a globalement régressé et localement disparu.

## Galerie illustrative

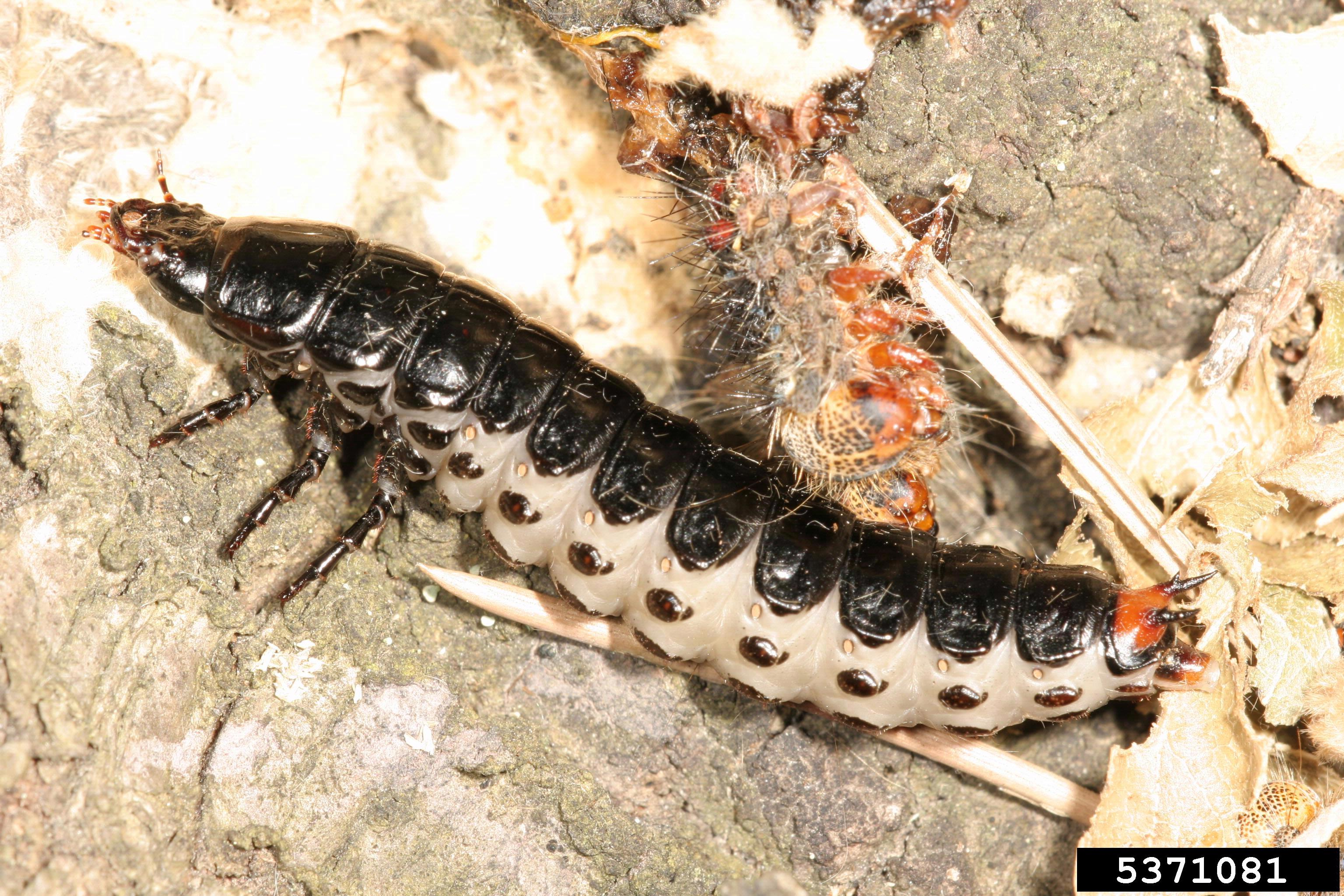
Larve
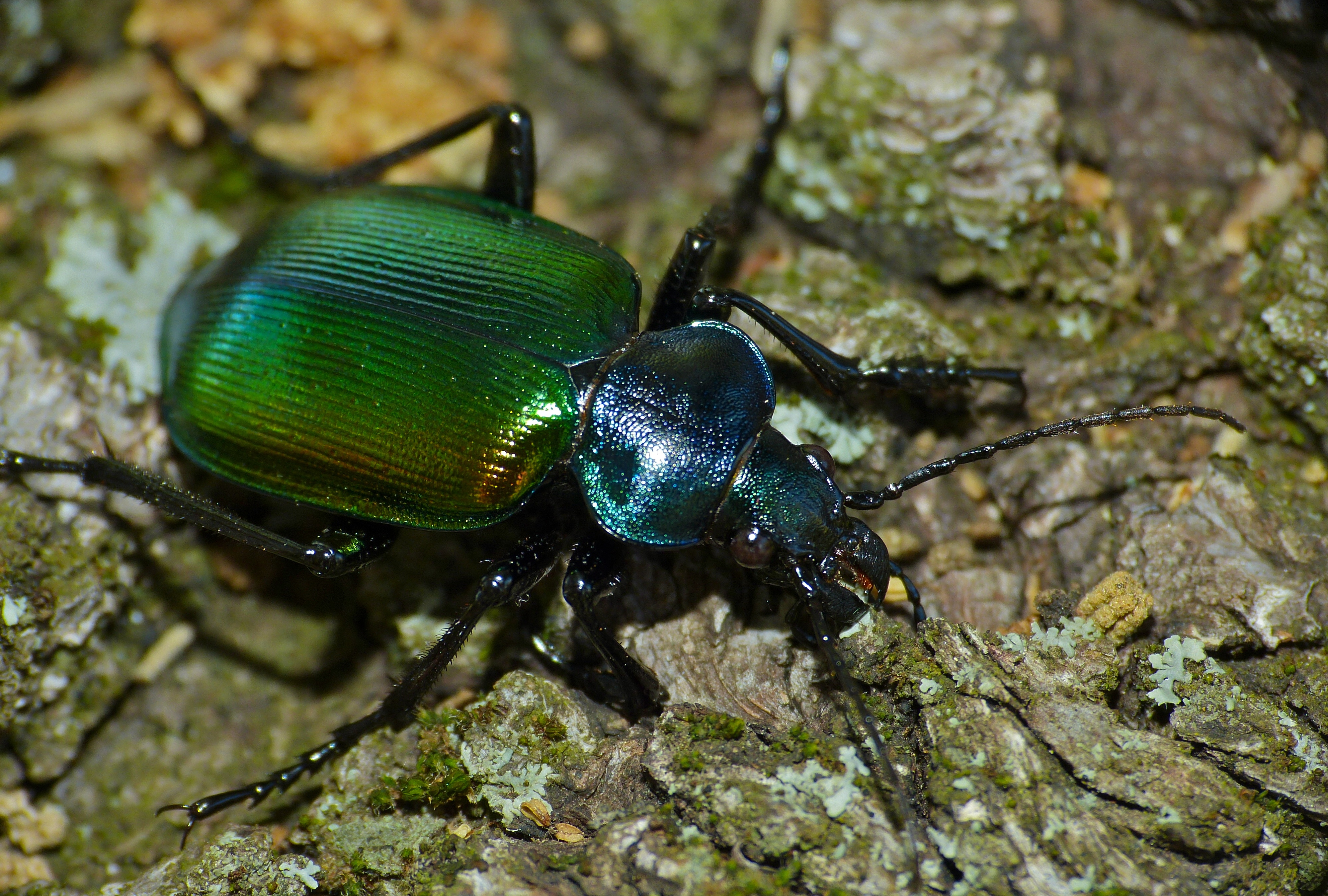
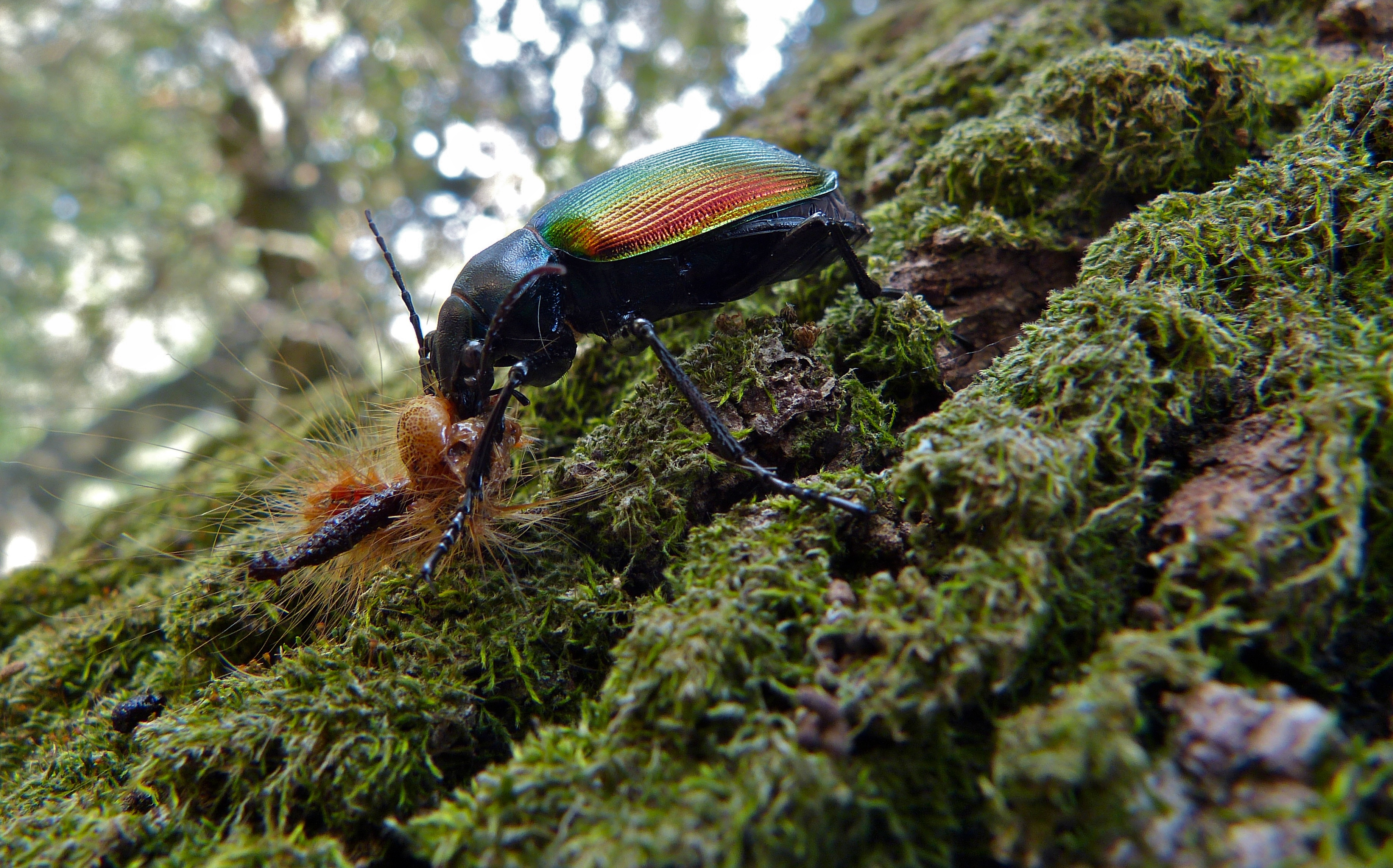